# 西貝流士紀念碑

位于西贝柳斯公园内的西贝柳斯纪念碑

西貝流士紀念碑（芬蘭語：Sibelius-monumentti）是位於芬蘭首都赫爾辛基蝶略区西贝柳斯公园内的一座紀念碑，紀念芬蘭作曲家尚·西貝流士。紀念碑由芬蘭藝術家埃拉·希尔图宁設計，在1967年9月7日竣工。西貝流士紀念碑在竣工當初因其外形曾引發巨大的爭論。

## 概述

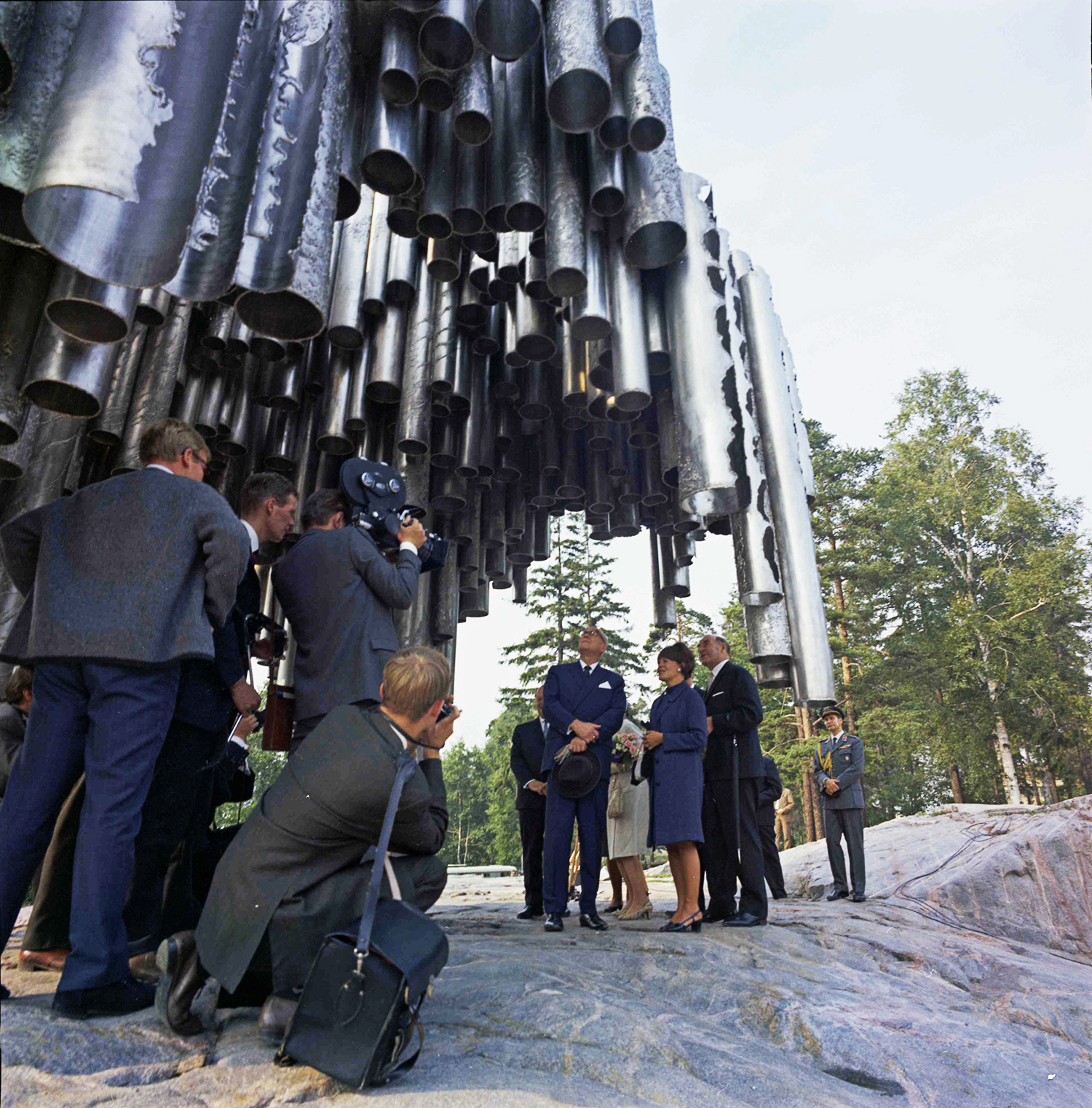
芬兰总统乌尔霍·吉科宁和希尔图宁在纪念碑的揭幕仪式上

该纪念碑是芬兰艺术家埃拉·希尔图宁设计的名为“音乐激情”（拉丁語：Passio Musicae）的雕塑，并在1967年9月7日揭幕。1957年西贝柳斯去世后，西贝柳斯协会举办了一场设计竞赛，该雕塑最终赢得了此次竞赛。该竞赛举办了两轮，因为第一轮的获胜作品被取消了。刚开始时引起了一场有关抽象艺术的优点和缺点的激烈讨论。另外该设计的外观看起来像是时尚化的风琴管，但是总所周知的是西贝柳斯并没有为风琴谱写过什么曲子。为了回应这些批评，希尔图宁在主雕塑的旁边添加了西贝柳斯的面部雕像。
雕塑是由超过600个空心铁管焊成波浪的形状。艺术家的设计目的是来抓住西贝柳斯音乐的本质。雕塑重24吨，尺寸为8.5米高、10.5米长、6.5米宽。
有一座尺寸较小的雕塑位于巴黎的教科文组织总部内。希尔图宁设计的另外一座类似的雕塑座落在纽约市联合国总部。